# 村田喜一
村田 喜一（むらた きいち、1904年（明治37年） - 1987年（昭和62年））は、日本の農学者・水産学者・栄養学者。農学博士（北海道帝國大学）。医学博士（大阪帝國大学）。北海道大学名誉教授。元函館大学学長。石川県河北郡津幡町出身。

## 研究
専門は食品衛生学。また、畜産学や水産食品化学の第一人者として知られ、各種ミルクの成分分析と水産皮革の実用化に貢献、特に急速皮革なめし法の研究は高く評価されている。

## 略歴
- 1925年（大正14年） 北海道帝国大学附属水産専門部卒業。大阪帝国大学医学部助手
- その後、函館高等水産学校助教授
- 1939年（昭和14年） 北海道帝国大学農学部助教授
- 1940年（昭和15年） 大阪帝国大学より論題「我国婦人乳の理化学的並に生化学的研究」で医学博士を受く[2]。
- 1945年（昭和20年） 北海道帝国大学より農学博士　学位論文は「原皮貯蔵特に塩蔵に対する基礎的研究 」[2]。
- 1946年（昭和21年） 函館高等水産学校教授
- 1950年（昭和25年） 北海道大学水産学部教授
- 1967年（昭和42年） 北海道大学停年退官。同名誉教授。函館短期大学栄養学科教授
- 1968年（昭和43年） 函館大学副学長
- 1976年（昭和51年） 函館大学学長
- 1980年（昭和55年） 函館大学退職[3]
- 1987年（昭和62年） 逝去

## 受賞歴
- 勲三等旭日中綬章（1979年（昭和54年））
- 北海道文化賞（1980年（昭和55年））

## 主著
- 里正義と共著『乳汁の化学及試験法』（明文堂、1943年訂正再版・1934年初版）
- 里正義と共著『乳業宝典』（明文堂、1948年改訂版・1938年初版）
- 『毛皮鞣製法』（北方出版社、1948年増補再版）
- 田中義一と共著『乳と乳幼児の栄養学』（雄山閣、1949年3版・1947年初版）
- 『皮革實驗學』（皮革名著復刻版刊行会、1977年復刻版）